# Grootegast
Grootegast – gmina w północno-wschodniej Holandii, w prowincji Groningen. Siedzibą władz gminy jest Grootegast.

## Miejscowości
Doezum, Faan, Grootegast, Kornhorn, Kuzemer, Kuzemerbalk, Lutjegast, Niekerk, Oldekerk, Opende, Peebos, Sebaldeburen i De Snipperij.